# Raymond Cavalésy
Pour les articles homonymes, voir Raymond III.
Raymond Cavalésy, décédé le 22 août 1594 à Nîmes, est un prélat français, membre de l'ordre des Prêcheurs, soixante-dixième évêque de Nîmes de 1573 à 1594, sous le nom Raymond III.

## Biographie
Il est nommé évêque de Nîmes le 9 octobre 1573, grâce à l'influence de Guillaume de Joyeuse.
Privé de palais épiscopal du fait de sa disparition, il loge chez François Langlois, rue de l'Aspic, puis rue du Campnau supérieur, chez Thomas de Rochemore, où il meurt en 1594.